# Allotherme Reaktion
Als allotherm werden in der Verfahrenstechnik Umwandlungsprozesse bezeichnet, bei denen eine äußere Wärmezufuhr (Endotherme Reaktion) notwendig ist. Die Wärmezufuhr an sich ruft dabei aber keine direkte exotherme Reaktion (wie z. B. durch Verbrennung) hervor. Beispiele dafür sind allotherme Pyrolysen, bei denen beispielsweise Biomasse durch von außen zugeführte Wärme gespalten wird.
Der Begriff allotherm stellt dabei den Gegensatz zum Begriff  autotherm dar.